# Karaage
Karaage (jap. 唐揚げ, 空揚げ, から揚げ kara-age) − japoński sposób przyrządzania potraw, polegający na smażeniu składników (kawałków kurczaków, ryb, mięsa) w głębokim oleju.

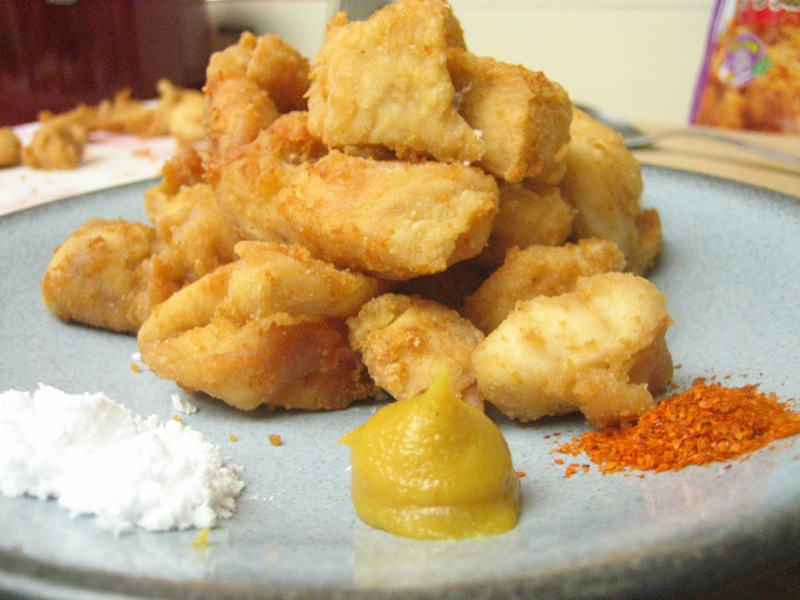
Kurczak przyrządzony poprzez karaage

Zapis nazwy kara-age 唐揚げ oznacza „smażenie po chińsku”, a zapis 空揚 znaczy „puste smażenie”, co oznacza bez panieracji takiej, jak przy przyrządzaniu tempury. Stąd też zapis から揚げ (fonetycznie pierwszy znak) jest kompromisem językowym.